# Michel Bouchareissas
Michel Bouchareissas (né à Paris le 10 mars 1932 et mort le 13 septembre 2013  aux Cars, en Haute-Vienne) est un enseignant (instituteur puis professeur d'enseignement général de collège) et syndicaliste français. Il est notamment secrétaire national du Syndicat national des instituteurs (SNI, puis SNI-PEGC) de 1969 à 1987 et secrétaire général du Comité national d'action laïque de 1980 à 1987. Il est notamment connu comme le principal animateur du camp laïque lors des débats sur la constitution d'un « grand service public laïque de l'Éducation nationale », entre 1981 et 1984, qui s'acheva par l'abandon du projet de loi Savary et la démission de ce dernier ainsi que celle de Pierre Mauroy. Il s'affirme tout au long de sa vie comme « un porte-parole déterminé du camp laïc et un adversaire acharné de l’école privée ».

## Les années de jeunesse et les débuts militants
Les parents de Michel Bouchareissas, mariés en 1926, appartiennent à une famille nombreuse de petits paysans limousins. Venus à Paris en 1928, où Michel naît en 1932, ils reviennent dans le Limousin en 1937, en raison de la crise économique et exploitent une petite propriété après avoir adopté un neveu de six ans, orphelin. Michel Bouchareissas fréquente l’école publique des Cars (Haute-Vienne), où l’instituteur le garde jusqu’à l'âge de treize ans pour en faire un candidat brillant au certificat d’études. Entré directement en cinquième au cours complémentaire de Chalus en 1945, il est interne de 1946 à 1949 au collège moderne de Saint-Léonard-de-Noblat.
En 1949, il est admis à l’école normale d’instituteurs de Limoges. Il est délégué normalien auprès de la section départementale du SNI, à l'époque où Pierre Desvalois, futur secrétaire général du SNI, dirige la section de Haute-Vienne et le remarque. Bouchareissas est nommé instituteur adjoint en 1953 à Nexon. En 1954, il est incorporé comme élève officier de réserve (EOR) dans un régiment du Train à Tours (Indre-et-Loire). Sorti avec le grade d’aspirant, il commande un peloton de transport dans le Sud tunisien. En 1955, la Tunisie devient indépendante et il est affecté en Algérie à Khenchela dans les Aurès, où il participe au début de la guerre avec le grade de sous-lieutenant. Au cours d’une permission, il se marie en novembre 1955 à Aixe-sur-Vienne (Haute-Vienne). Michel Bouchareissas est démobilisé en 1956, nommé instituteur adjoint à Aixe-sur-Vienne. En 1960 il devient professeur de collège d'enseignement général (professeur d'enseignement général de collège à partir de 1969) et enseigne le français dans le collège local.
Élu au conseil syndical de la section départementale du SNI en 1957, il en devient secrétaire général en 1963. Ayant efficacement géré au plan inter-syndical les événements de 1968 à Limoges, il est remarqué par l'équipe national du SNI que dirige André Ouliac.

## Le responsable national du SNI (1969-1987)
En 1969, sur proposition d’André Ouliac, Michel Bouchareissas est simultanément élu membre du bureau national et secrétaire permanent du SNI. Il y assure d'abord la responsabilité du secteur « jeunes » [enseignants] : élèves des écoles normales d'instituteurs et des centres de formation de PEGC, instituteurs suppléants et remplaçants (non-titulaires). Il prend ensuite la responsabilité d'un nouveau secteur «vie interne» dans un moment où la minorité Unité et Action conquiert de nombreuses sections départementales au détriment de la majorité du SNI.  
Au sein du secrétariat national, il assume ensuite la direction de L'École libératrice, l'hebdomadaire du SNI qui comptait alors plus de 300 000 adhérents. Cette responsabilité revêt alors un certain prestige compte tenu du rôle qu'avait joué dans sa création l'emblématique Georges Lapierre (Pierre Chevalier, futur président de la MGEN, avait par exemple exercé cette fonction). Avec Jacques Pommatau, tout particulièrement, il est un des éléments du noyau dur d’une nouvelle génération de militants, liés par une grande amitié, qui prirent en charge le développement et l’organisation du courant Unité, indépendance, démocratie dont il est le responsable pendant quelques années dans le SNI. 

### Le responsable laïque du SNI-PEGC et du CNAL (1980-1987)
Michel Bouchareissas devient secrétaire général du Comité national d'action laïque (CNAL) en 1980. Il ne cumule pas cette responsabilité, contrairement à la tradition avec celle de secrétaire national chargé du secteur laïque au SNI-PEGC. L'élection en 1981 de François Mitterrand à la présidence de la République et l’arrivée de la gauche au pouvoir en font le porte-parole et l’animateur des multiples manifestations laïques dans la tourmente politique que déclenche le projet de « grand service public unifié et laïque de l’Éducation nationale » (proposition du programme du candidat à l’élection présidentielle appuyée par le CNAL). Il est ainsi l’un des organisateurs du meeting du CNAL du Bourget organisé pour le centenaire des lois laïques (de Jules Ferry), où Pierre Mauroy, Premier ministre, et Alain Savary, ministre de l’Éducation nationale, prennent la parole avant lui. 
Dans cette guerre scolaire, son activité intense et la médiatisation d'un sujet  identitaire pour de nombreux militants, d'autant plus que Michel Bouchareissas est servi par un réel sens de la formule, une présence extrêmement forte à la tribune et des qualités d'écritures appréciées depuis longtemps. Aux yeux d’un grand nombre de militants et de responsables des sections départementales du SNI-PEGC, il est le candidat naturel pour la succession de Guy Georges, secrétaire général du SNI-PEGC, qui doit prendre sa retraite administrative et syndicale en 1983. Mais Guy Georges pousse, avec une courte majorité du secrétariat national, à la candidature d'Alain Chauvet. L'opposition entre les deux candidatures s'exprime publiquement au Bureau national en présence des minoritaires. Finalement le choix est fait d'un troisième homme : c'est Jean-Claude Barbarant (qui comptait au rang des soutiens à Michel Bouchareissas) qui est élu.
Dans la période suivante, marquée par l’échec du projet laïque, Michel Bouchareissas, tout en conservant le secrétariat général du CNAL, reprend en 1985 la direction de L’École Libératrice jusqu’en 1987, date de son départ à la retraite.

## Michel Bouchareissas après l’action syndicale

### Le cabinet de Roger Bambuck, à la Jeunesse et aux Sports
En 1988, Michel Bouchareissas est sollicité par Roger Bambuck, secrétaire d’État à la Jeunesse et aux Sports, pour rejoindre son cabinet alors que le ministère est engagé, avec celui de l'Éducation nationale, dans l'expérimentation des aménagements des rythmes de vie des enfants et des jeunes (ARVEJ).  En 1991, alors que Roger Bambuck vient de quitter le gouvernement et a été remplacé par Frédérique Bredin, Michel Bouchareissas est nommé inspecteur général de la Jeunesse et des Sports, responsabilité qu’il assure jusqu’en 1997. Il revient alors dans le Limousin et s'installe définitivement aux Cars, son village familial.

### La fidélité à ses engagements syndicaux et éducatifs
Michel Bouchareissas participe aux réunions du groupe de recherches sur l’histoire du syndicalisme enseignant organisées par le Centre Henri-Aigueperse (FEN puis UNSA Éducation) et le Centre de recherches d’histoire des mouvements sociaux et du syndicalisme (CNRS/Université de Paris I). Il y présente deux témoignages sur son activité au CNAL et sur son itinéraire. Lors de la scission de la Fédération de l'Éducation nationale en 1992, Bouchareissas adhère au Syndicat des enseignants (SE-FEN, puis SE-UNSA). De 2002 jusqu'à ce que la maladie l'empêche de siéger, Michel Bouchareissas siège au jury du Prix Jean-Maitron, créé sur l'initiative de la FEN (aujourd'hui UNSA) en partenariat avec le Centre d'histoire sociale (Paris I/CNRS) de la rue Malher.
Il devient délégué départemental de l’Éducation nationale (DDEN) en 2001, puis président de l’union départementale des DDEN de Haute-Vienne et, en 2003, membre du Bureau national de la Fédération nationale des DDEN. 
Michel Bouchareissas reste un ami et un fidèle soutien de Pierre Desvalois. Il prononce l’oraison funèbre lors des obsèques de cet ancien secrétaire général du SNI, à la fin de 2002, à Séreilhac (Haute-Vienne).

### Un militant socialiste de toujours
Michel Bouchareissas adhère au Parti socialiste (SFIO à l'époque) en 1950 et ne le quitte jamais. Militant à Sceaux, où il réside pendant sa période parisienne, Michel Bouchareissas appartient au courant d'Alain Savary, qui le sollicite lorsqu'il devient Premier secrétaire du Nouveau Parti socialiste (un courant du Parti socialiste français) en 1970, pour prendre la direction de son cabinet. En 1997, revenu en Haute-Vienne, dans Les Cars, après avoir cessé toute activité syndicale ou professionnelle, il reprend une vie militante plus active au sein du Parti socialiste. Il est notamment délégué général de la fédération de la Haute-Vienne du Parti socialiste et écrit des billets d'humeur à tonalité politique et laïque dans Le Populaire du Centre.
Michel Bouchareissas est élu depuis 1998 au conseil municipal des Cars sur une liste d’union de la gauche, dont il est le responsable des questions scolaires.
Il meurt  le 13 septembre 2013  aux Cars, en Haute-Vienne.

## Publications
- L'Heure laïque (coauteur avec Jean Cornec, préface de Guy Georges), éd. Clancier-Guénaud, Paris, 1982, 341 pages  (ISBN 2-8621-5030-4 et 978-2-8621-5030-7)
- Nombreux articles dans L'École libératrice, hebdomadaire du Syndicat national des instituteurs (SNI, puis SNI-PEGC à partir de 1976).

## Sources
- L'École libératrice, hebdomadaire du Syndicat national des instituteurs
- Histoire de la FEN par Guy Brucy, préface d'Antoine Prost, Belin, Paris, 2003.